# トーマス・栗原
トーマス・栗原（トーマス・くりはら、1885年〈明治38年〉1月24日 - 1926年〈大正15年〉9月8日）は、ハリウッドで活躍した日本人俳優であり、帰国してわずか1年数か月で30本の作品を残した無声映画時代の日本の映画監督である。本名は栗原 喜三郎（くりはら きさぶろう）。栗原 トーマスとも。

## 来歴・人物
1885年（明治18年）1月24日、神奈川県中郡秦野町（現・秦野市）に、材木商の子として生まれた。
父の事業の失敗を見て、単身渡米。1912年（明治45年）、27歳のときに映画俳優養成所に入り、エキストラとして映画出演後、トーマス・H・インスと契約を結び、早川雪洲、青木鶴子、木野五郎らと日本を題材とした映画に出演した。そのうち桜島の大正大噴火を題材とした大作映画『火の海』（1914年）では村の予言者を演じた。
日本での映画製作を志し、1918年（大正7年）、帰国する。1920年（大正9年）4月、35歳のとき、知人の浅野良三（浅野財閥創始者の子息）が横浜・山下町に設立した、「撮影所」をもつ映画会社・大正活動写真（のちの大正活映）に、撮影所長兼監督として入社する。その第1回作品『アマチュア倶楽部』の監督を務め、同作は同年11月19日に公開になる。1922年（大正11年）の初頭に「大活」が製作を中止するまでの1年あまりで、劇映画、ドキュメンタリー含めて、30本もの作品を監督した。彼の教えを受けたものは数多く、監督の内田吐夢、井上金太郎、二川文太郎、俳優の岡田時彦、江川宇礼雄、葉山三千子、渡辺篤らがいる。「大活」で初めて映画界に入り、のちに映画監督になった者も、最初のキャリアは、栗原同様、「俳優」から始めたのだった。
その後、生来の持病が悪化し、1926年（大正15年）9月8日に死去。満41歳没。

## フィルモグラフィ
栗原のほとんどのフィルモグラフィは「大活」のそれと一致する。大正活映#フィルモグラフィに栗原の「大活」時代のそれが網羅されているので参照のこと。
- 『アマチュア倶楽部』 : 1920年 - 監督デビュー作
- 『美しき日本』 : 1920年
- 『葛飾砂子』 : 1920年
- 『雛祭の夜』 : 1921年
- 『蛇性の淫』 : 1921年
- 『舌切雀』 : 1923年
- 『久遠の響』 : 1923年 - 遺作[2]

## 関連事項
- 東洋フィルム - 大正活映 - 松竹キネマ
- 谷崎潤一郎
- ヘンリー・小谷
- 小笠原プロダクション